# Пироговская набережная
Пирого́вская набережная — набережная в Выборгском районе Санкт-Петербурга. Проходит от Арсенальной до Выборгской набережной.

## История
Набережная была выделена из Арсенальной набережной 17 декабря 1898 года.
Первоначально она проходила только от Литейного моста до Большого Сампсониевского проспекта. В 1950-е годы в состав набережной включён новый участок от проспекта Карла Маркса до моста Свободы.
28 мая 1979 года Пироговская набережная вошла в состав Выборгской набережной.
22 сентября 1989 года Пироговская набережная вновь была выделена в отдельную набережную, тогда же в неё был включён участок Выборгской набережной от моста Свободы до улицы Братства (бывшая набережная Фокина).
27 мая 2013 года в створе набережной на пересечении с Финляндским проспектом (въезд на Сампсониевский мост) был открыт тоннель, развязавший потоки двух напряжённых магистралей.
29 мая 2021 года напротив дома № 6 был установлен арт-объект «водофон», позволяющий услышать плеск воды.

## Адреса

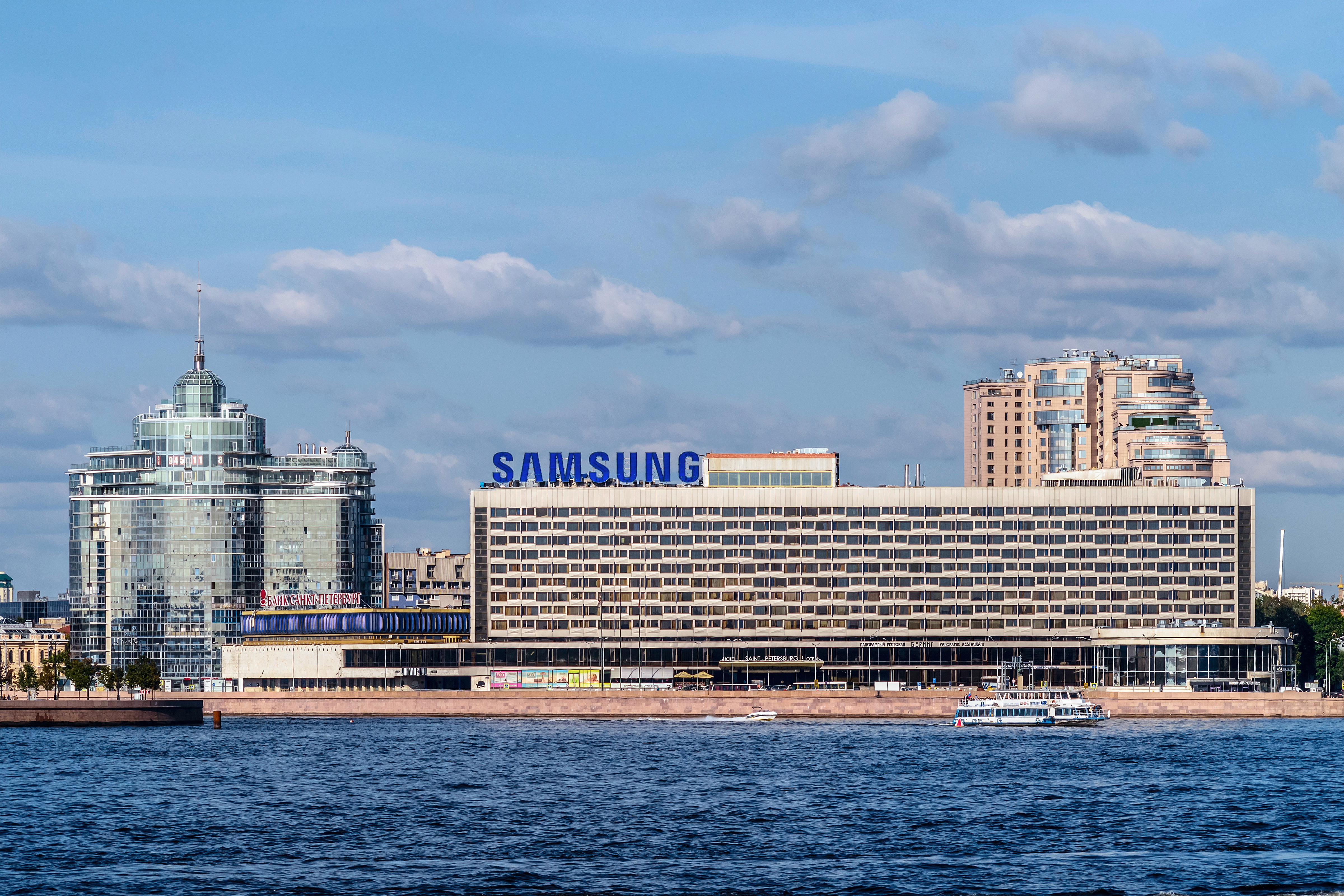
Вид с противоположного берега Невы

- дом 5/2 — гостиница «Санкт-Петербург»
- дом 13 — ОАО "Концерн «Морское подводное оружие — Гидроприбор»
- дом 15 — производство весов «Масса-К»
- дом 17 — бизнес-центр «XIX век»
- дом 17, корпус 7 — Сеть дата-центров «Миран», дата-центр «Миран-1»
- дом 19 — особняк Нобелей (Людвига Нобеля).
- дом 21 — бизнес-центр «Нобель»